# ドミニク・モル
ドミニク・モル（Dominik Moll、1962年5月7日 - ）はフランスの映画監督・脚本家。

## 略歴
父親はドイツ人、母親はフランス人で、ドイツで育った。ニューヨーク市立大学で学んだ後、フランス映画で助監督などを経て1994年にデビュー。2000年の『ハリー、見知らぬ友人』でセザール賞監督賞を受賞した。

## 主な作品
- Intimité（1994年）
- ハリー、見知らぬ友人 Harry un ami qui veut du bien（2000年）
- レミング Lemming（2005年）
- 彼女は愛を我慢できない La reine des pommes（2009年） ※俳優として出演
- 誘惑/セダクション L'autre monde（2010年） ※脚本のみ
- マンク 〜破戒僧〜 Le moine（2011年）
- 悪なき殺人 Seules les bêtes（2019年） ※第32回東京国際映画祭にて『動物だけが知っている』のタイトルで上映[1]